# Teatro de Narbona
El Teatro de Narbona es un edificio de la ciudad de Narbona en Francia que fue inaugurado en 1994.
Tiene dos salas, una de 900 espectadores y otra para 276. Dispone además de una sala de repetición para que las compañías invitadas puedan preparar sus actuaciones. Acoge congresos, asambleas, coloquios y otras manifestaciones, y es un centro cultural de la ciudad.
Este equipamiento fue la culminación de una antigua petición de la ciudad, y un objetivo notable por una ciudad de menos de cincuenta mil habitantes.
- Datos: Q9082207